# Vîrus
Vîrus est un rappeur français. Actif depuis le début des années 2000, il compte plusieurs albums et EP au sein de son label Rayon du Fond. 
En 2014, il est membre du collectif Asocial Club, aux côtés de Casey, Al, Prodige, et DJ Kozi, avec lequel il publie un album,. En 2017, il reprend et met en musique des textes de Jehan-Rictus, en collaboration avec Jean-Claude Dreyfus, sur le livre-disque Les Soliloques du Pauvre.
Il est connu pour ses textes sombres, ponctués de jeux de mots et de figures de style.

## Biographie
Vîrus est originaire de Rouen. Il commence à rapper au début des années 2000, dans le paysage rouennais, où il apparaît sur plusieurs mixtapes.
En 2005, en collaboration avec Schlas, il publie un EP intitulé Tellement d'choses.
Il rencontre le beatmaker Banane vers 2009 et commence à travailler un an plus tard sur trois EP, 15 août, 31 décembre et 14 février, qui sortent entre 2010 et 2011. ces EP sont réunis dans un album, Le choix dans la date, qui sort à la fin de l’année 2011. Deux ans plus tard, en 2013, il sort un nouveau projet, qui marque un tournant plus sombre dans sa discographie, Fair-Part,,. Il collabore aussi avec Tcho, réalisateur de clip, avec qui il forme le Buena Vista Sociopathe Club, produisant des clips pour ses projets et d'autres rappeurs.
À partir de 2013, il forme le groupe Asocial Club, aux côtés de Casey et Prodige, du collectif Anfalsh, Al, de Matière Première, et DJ Kozi,. Ils sortent un album où apparaissent Rocé et B. James, Toute entrée est définitive, salué par la critique,,.
Il publie fin 2015 un nouveau projet, Huis-Clos, constituant avec Faire-Part un diptyque remarqué par la critique spécialisée,,.
La même année, il est l'une des figures du rap français invitées au séminaire de l’École normale supérieure de Paris La Plume et Le Bitume pour évoquer son travail autour du langage et de l'écriture dans le rap,,,.
En 2017, il publie un livre-disque intitulé Les Soliloques du Pauvre, adaptation des textes de Jehan-Rictus (1867-1933), poète en langue populaire, où l'acteur Jean-Claude Dreyfus intervient sur trois titres : Crève-Cœur, Déception et Épilogue.
En 2019, il interprète à la Maison de la poésie des textes de Paul Paillette et Lil Boël. En 2021, il réalise une nouvelle performance dans ce lieu, en interprétant des extraits du texte de Georges Arnaud nommé Schtilibem 41, accompagné par Akosh Szelevényi, le tout capté en vidéo.
En 2023, il participe au Al'tarba orchestral project, un projet en collaboration avec le beatmaker Al'tarba, Paloma Pradal, Swift Guad et l'ESM (l’Ecole Supérieure de Musique de Bourgogne-Franche-Comté). Le projet a pour but de réorchestrer leurs répertoires respectifs avec l’apport d’instruments acoustiques et de créer de nouveaux morceaux mêlant le langage des musiques actuelles et celui des musiques classiques. 
En 2024, Vîrus sort un nouvel album, intitulé Nycthémère.  

## Discographie

### EP et albums
- 2005 : Tellement d'choses
- 2009 : Les risques du sous-métier
- 2011 : Le choix dans la date (contient les trois EP 15 août, 31 décembre et 14 février)
- 2013 : Faire-Part (EP)
- 2014 : Toute entrée est définitive (avec Casey, Prodige, Al et DJ Kozi)
- 2015 : Huis-Clos (EP)
- 2017 : Les Soliloques du Pauvre (Livre-disque, textes du poète Jehan-Rictus (1867-1933))
- 2024 : Nycthémère

### Apparitions
- 2009 : Électrons libres (sur Talents fâchés Vol. 4 feat. Xeno et Schlas)
- 2012 : Tout seul (sur Terminal 3 de Al)
- 2015 : Sous une rafale de pierres (sur Salem City Rockers de La Gale)
- 2017 : La Nuit se lève (sur La Nuit se lève d'Al'Tarba)[28]
- 2018 : L'époque, ses fruits (sur L'époque, ses fruits de Lucio Bukowski)
- 2019 : Cap gris (sur Codé de ARM)
- 2020 : Les chants de Maldoror (sur l'album Musique Classique de Swift Guad et Al'Tarba)
- 2021 : Avec des (sur l'album Tout va de Deadi)
- 2021 : Follow (sur l'album ALL STAR GAME - Flying Sharks de Mani Deïz)[29]